# Regina del Mar (1715)
La Regina del Mar fu un vascello di linea veneziano da 70 cannoni, appartenente alla seconda serie della Classe San Lorenzo Giustinian, che prestò servizio nella Armada tra il 1715 e il 1716. 

## Storia
Ordinato dal Senato della Repubblica il 21 gennaio 1708, il vascello di primo rango Regina del Mar fu impostato in uno degli squeri coperti dell'arsenale di Venezia sotto la direzione di Antonio d'Iseppo Veruda detto il "Testarossa". Con il peggioramento delle relazioni diplomatiche con l'Impero ottomano, e in vista del probabile scoppio di una nuova guerra, nell'estate del 1714 il Senato della Repubblica ordinò di accelerare i lavori di completamento di cinque vascelli di primo rango e uno di secondo che allora si trovavano in varie fasi di costruzione, e di completarne rapidamente una sesta di primo rango, la Costanza Guerriera. In novembre lo scoppio del conflitto apparve oramai inevitabile, e una Conferenza di ex capi da Mar stabilì di portare al più presto le navi in servizio attivo da dodici a venti, comprese cinque unita tolte dalla riserva e tre di nuova realizzazione. La sospensione della costruzione delle due nuove navi magazzino, e la possibilità di utilizzare il legname recuperato
dalle navi demolite negli anni precedenti, permisero di completare una quarta nave di nuova costruzione per l'inizio delle operazioni militari del 1715. La Regina del Mar venne varata il 1 marzo 1715, ed entrò in servizio nel giugno dello stesso anno al comando del capitano Lelio Priaroggia, un gentiluomo genovese che aveva servito a lungo sia su navi corsare, sia su navi della Royal Navy. 
La Costanza Guerriera salpò da Venezia per il Levante nel mese di gennaio, seguita tra marzo e aprile da Madonna della Salute e Terror di primo rango e San Francesco da Paola di secondo. Le altre tre navi di primo rango, Regina del Mar, San Lorenzo Giustinian e Trionfo raggiunsero l'Armata Grossa a operazioni militari iniziate. In particolare la Regina del Mar partì frettolosamente nel mese di giugno, senza avere completato del tutto l'allestimento. L'armamento comprendeva 24 cannoni inglesi da 24 pdr comperati a Livorno, quattro nuovi pezzi da 200 libbre e sei da 120 libbre.
Il 12 gennaio 1716, mentre l’Armata Grossa era alla fonda a Porto Guin, presso Corfù, la Regina del Mar, intenta a scaricare l'artiglieria, saltò in aria, e della nave non rimasero che l'albero di trinchetto e una parte del castello di prua. Non è noto quante persone ci fossero a bordo in quel momento, ma i sopravvissuti furono solo sette, tra cui il capitano Priaroggia che si trovava a terra per malattia. L’esplosione, che fece tremare le case di Corfu, distante oltre dieci chilometri, danneggiò gravemente la Colomba d’Oro, inclinata sulla Regina del Mar al fine di potere carenare e, meno seriamente, la Madonna della Salute, su cui rimase ferito il capitano straordinario delle navi Andrea Corner. La pioggia impedì all'incendio di estendersi su altre navi.

### Fonti
1. ↑  http://www.veneziamuseo.it/ARSENAL/schede_arsenal/vascelli.htm.
2. ↑  Threedecks.
3. ↑  Levi 1896, p. 28.
4. 1 2 3 4 5  Candian 2009, p. 485.
5. ↑  Candian 2009, p. 489.
6. ↑  Candian 2009, p. 491.
7. 1 2 3  Candian 2009, p. 512.
8. 1 2  Candian 2009, p. 513.